# Jason Furman

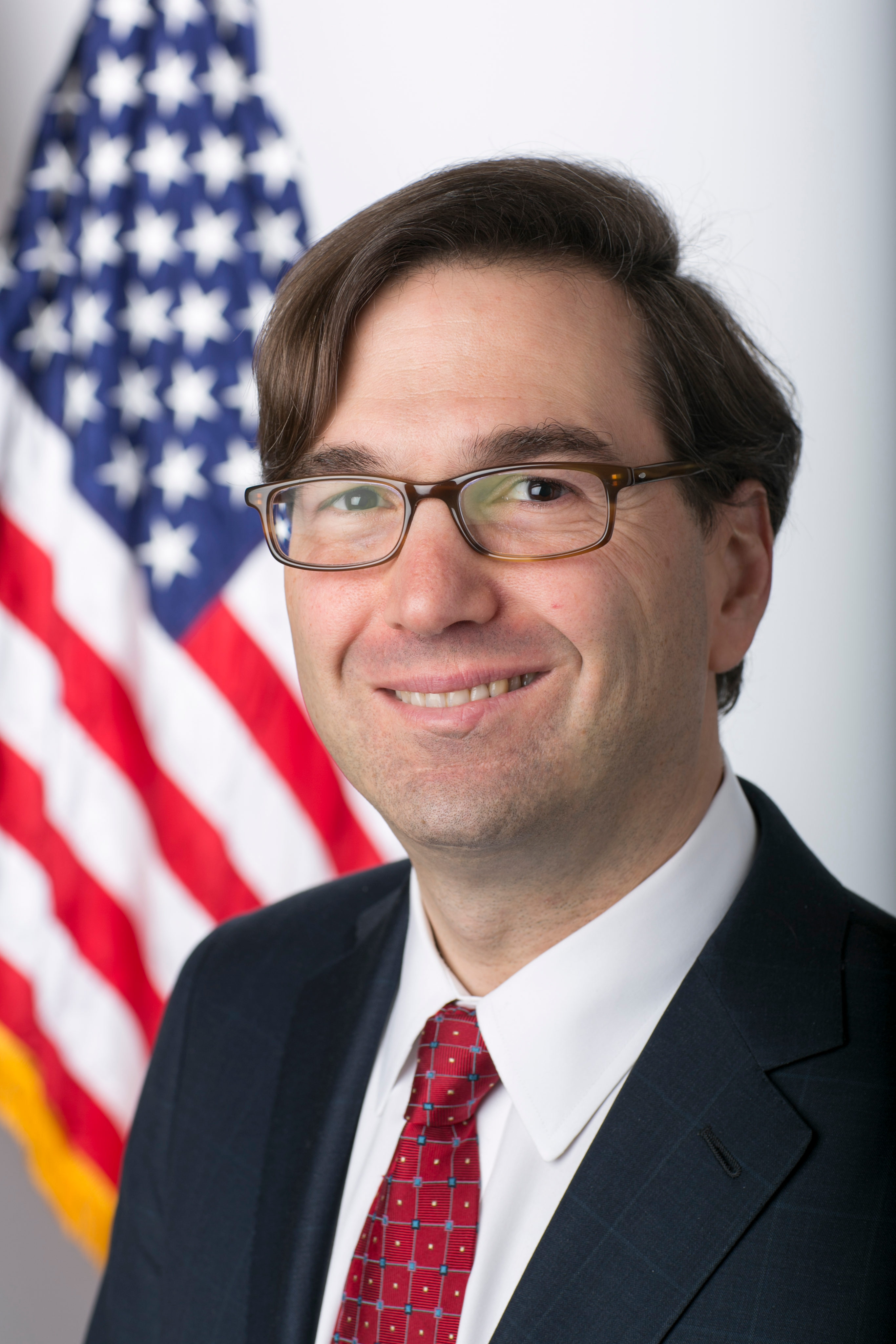
Jason Furman (2014)

Jason Lee Furman (* 18. August 1970 in New York) ist ein US-amerikanischer Wirtschaftswissenschaftler und ehemaliger Vorsitzender des Council of Economic Advisers im Executive Office of the President of the United States.

## Leben
Jason Furman wurde als Sohn des Unternehmers und Anwalts Jay Furman und dessen Frau, der Kinderpsychologin Gail Furman, geboren. Er wuchs in New York City auf und besuchte die private Dalton School in der Upper East Side. 1992 erhielt er einen Bachelor of Arts in Sozialwissenschaften an der Harvard University, 1993 einen Master of Science in Wirtschaftswissenschaften an der London School of Economics, 1995 einen Master of Arts in Staatswissenschaften an der Harvard University und – nachdem er einige Zeit außerhalb des Universitätsbetriebes arbeitete – 2003 einen Ph.D. in Wirtschaftswissenschaften an der Harvard University. Seine Dissertation wurde von Greg Mankiw betreut. Furmans Forschung beinhaltet die Themen Fiskalpolitik, Steuerpolitik, Gesundheitsökonomie, Soziale Sicherheit und Geldpolitik. Als Gastdozent lehrte er an der Yale University (2001–2002), der Columbia University (2002–2003) und der New York University (ab 2005).
Von 1996 bis 1997 gehörte der Demokrat Furman in der Regierungszeit von Bill Clinton bereits dem Council of Economic Advisers unter Joseph Stiglitz an, mit dem er 1997 zur Weltbank wechselte. Von 1999 bis 2000 war er im Weißen Haus Assistent für Wirtschaftspolitik. Als wirtschaftswissenschaftlicher Berater unterstützte er die Präsidentschaftskandidaturen von Al Gore (2000), Wesley Clark (2003–2004), John Kerry (2004) und Barack Obama (2008). Von 2001 bis 2002 war er Direktor von Sebago Associates, von 2004 bis 2006 am Center on Budget and Policy Priorities beschäftigt, zwischen 2007 und 2008 Direktor des Hamilton-Projekts an der Brookings Institution und von 2009 bis 2013 stellvertretender Direktor des National Economic Council. Im August 2013 trat er dann die Nachfolge von Alan B. Krueger als Direktor des Council of Economic Advisers an. Diesen Posten hatte er bis zum Ende der Amtszeit von Präsident Obama im Januar 2017 inne.
Er ist mit Eve Gerber verheiratet und hat einen Sohn und eine Tochter.

## Werke
Neben Aufsätzen in Fachzeitschriften veröffentlichte er mehrere Bücher zur Wirtschaftspolitik, darunter:
- Jason Lee Furman: New institutionalisms? Markets and institutions in contemporary political economy. Thesis (A.B., Honors in Social Studies), Harvard University, 1992
- John Fernald und Jason Furman: Solutions manual. For use with Mankiw, Macroeconomics, 3. ed. 3. Ausgabe, Worth, New York 1997, ISBN 1-57259-236-2
- Jason Furman und Joseph E. Stiglitz: Economic crises. Evidence and insights from East Asia (= Brookings papers on economic activity). Brookings Institution, Washington D.C. 1998, 2, ISSN 0007-2303, S. 1–114
- Jason Furman: Essays on monetary economics. Thesis (Ph. D., Dept. of Economics), Harvard University, 2004
- Jason Furman und Jason Bordoff (Hrsg.): Path to Prosperity. Hamilton Project Ideas on Income Security, Education, and Taxes. Brookings Inst. Press, Washington, DC 2008, ISBN 978-0-8157-3012-5, ISBN 978-0-8157-3013-2
- Jason Furman (Hrsg.): Who Has the Cure. Hamilton Project Ideas on Health Care. Brookings Inst. Press, Washington, D.C. 2008, ISBN 978-0-8157-3008-8, ISBN 978-0-8157-3009-5